# گزنه دوپایه
گزنه دوپایه یا گزنه معمولی (نام علمی: Urtica dioica) نام یک گونه از سرده گزنه است. این گیاه به صورت خودرو در بسیاری از مناطق مرطوب می‌روید.

## نگارخانه

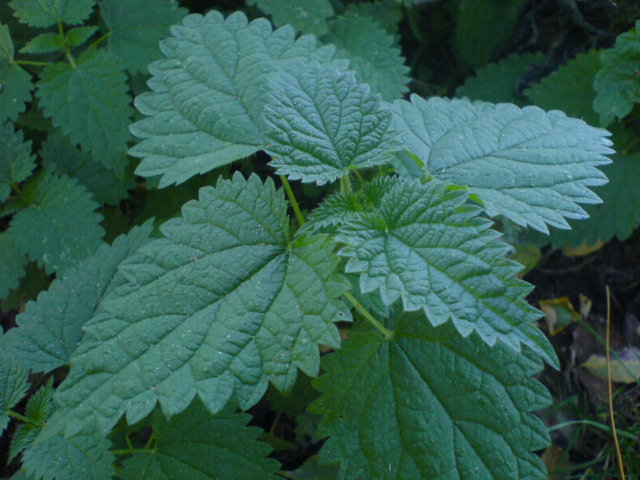
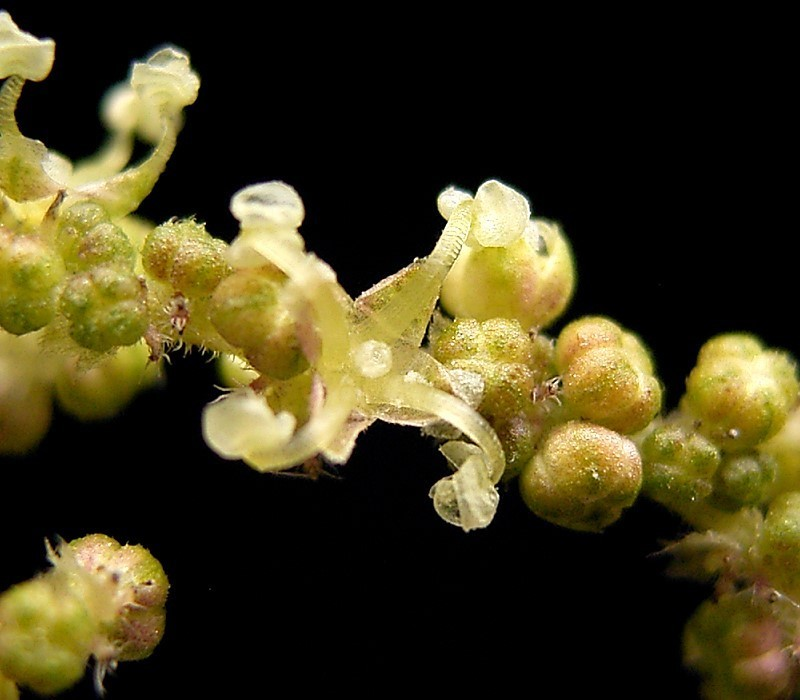
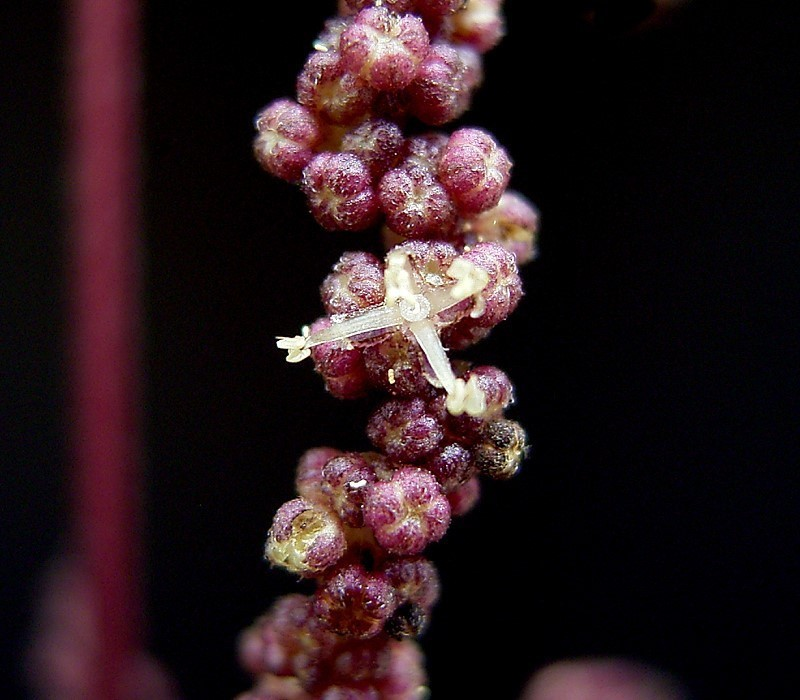
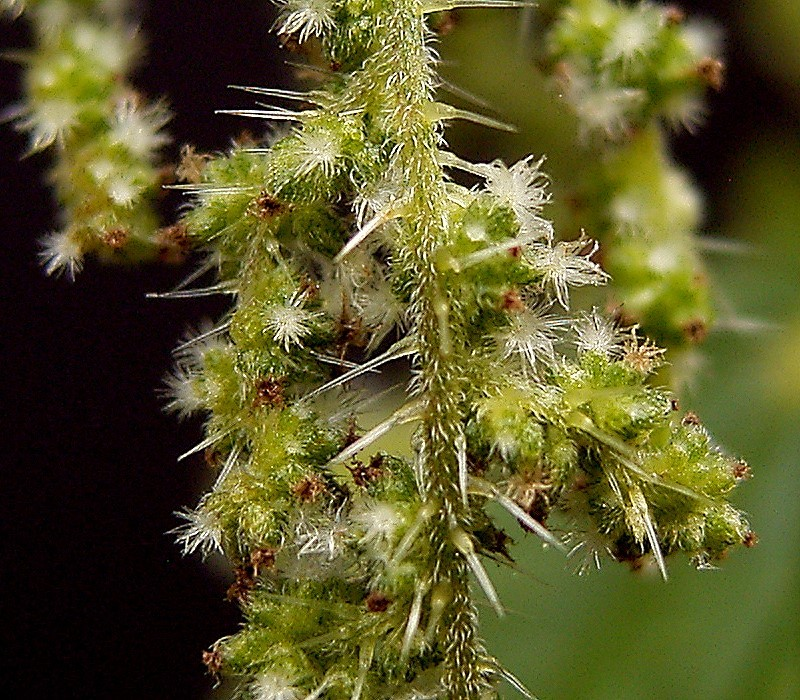
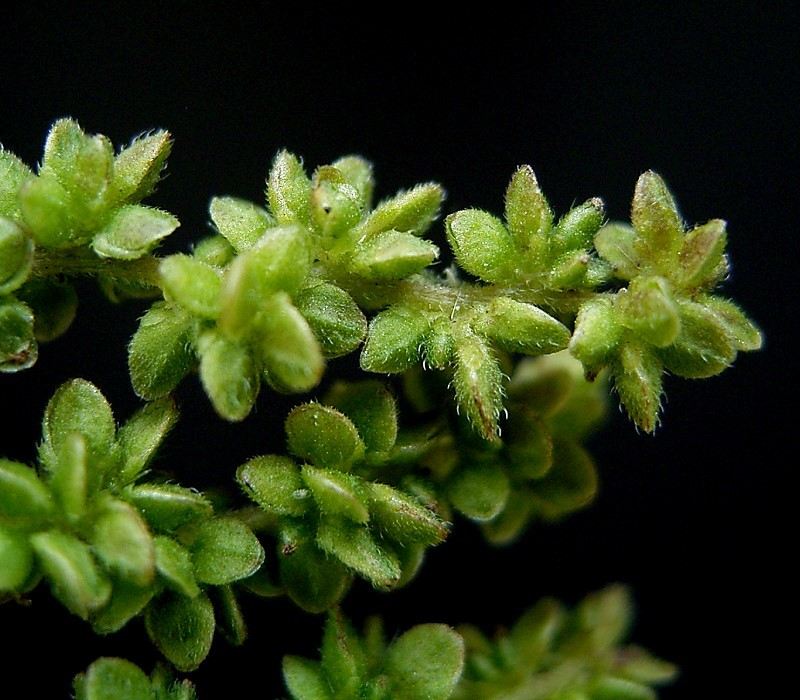